# 張文炳 (元朝)
張文炳（？—1366年），元末民变将领，明夏政权大臣。
红巾军领袖徐寿辉派明玉珍西征四川，張文炳跟随前往。天定二年（1360年）闰五月，陈友谅杀害徐寿辉。十月十五日（1360年11月23日）明玉珍于重庆即王位。在张文炳、戴寿等人极力劝说下，明玉珍于天定五年正月初一（1363年1月16日）正式即皇帝位，建都重庆，国号大夏，改元天统，建立明夏政权。明夏中央机构仿周朝官制，设冢宰、司马、司空、司寇、司徒、宗伯六卿。以戴寿为冢宰，万胜为司马，张文炳为司空，向大亨、莫仁寿为司寇，吴友仁、邹兴为司徒，刘桢为宗伯。天统三年（1365年）春，明玉珍改六卿为中书省、枢密院，以戴寿为左丞相，万胜为右丞相，向大亨、张文炳为知院。天统四年（1366年）年二月初六，明玉珍病逝，明升即位。右丞相万胜与知院张文炳有过节，派人将张文炳暗杀。明玉珍义子内府舍人明昭与张文炳关系很好，假造彭太后懿旨，召万胜入宫议事，于崇文楼下将他缢杀，以刘桢为右丞相。